# Pilot (The Americans)
"Pilot" es el primer episodio de la primera temporada de la serie de televisión dramática de época The Americans. Se emitió originalmente en FX en los Estados Unidos el 30 de enero de 2013. El episodio fue escrito por el creador de la serie Joe Weisberg y dirigido por Gavin O'Connor.
El episodio presenta la historia de la serie; ambientándose en 1981, poco después de la toma de posesión del presidente Ronald Reagan, Philip y Elizabeth Jennings (Matthew Rhys y Keri Russell) son agentes encubiertos de la inteligencia soviética de la secreta Oficina S de la KGB enviados a Estados Unidos hace 15 años para trabajar encubiertamente en Washington, D.C. Sus identidades asumidas son las de un matrimonio que dirige una agencia de viajes, e incluso sus propios hijos Paige (Holly Taylor) y Henry (Keidrich Sellati) desconocen su secreto.
Las críticas del episodio fueron en gran medida positivas. Los críticos comentaron sobre las actuaciones principales de Russell, Rhys y Noah Emmerich. En Estados Unidos, el estreno de la serie logró una audiencia de 3,22 millones.

## Trama
En una coctelería, Elizabeth Jennings (Keri Russell), disfrazada de trabajadora sexual, habla con un burócrata del FBI. Ella lo lleva a una habitación de hotel donde lo seduce para obtener información. Posteriormente, Nikolai Timoshev (David Vadim), un agente de la KGB que ha desertado a los Estados Unidos, está siendo vigilado por Philip (Matthew Rhys), el marido de Elizabeth, y Rob (Chase Coleman). Mientras esperan en un callejón, se percatan que Timoshev se acerca a ellos, pero se da cuenta de que es una trampa y corre, seguido por Philip y Rob. Philip lo captura, pero no antes de que Timoshev apuñale a Rob. Elizabeth los recoge a los tres en un automóvil y dejan a Rob en un hospital cercano, pero pierden el barco que devolvería a Timoshev a Rusia.
En la sede del FBI en Washington, D.C., el agente Stan Beeman (Noah Emmerich) se encuentra con su nuevo socio de contrainteligencia, Chris Amador (Maximiliano Hernández). Su supervisor, el agente Mark Bartholomew (Michael Gaston), les informa que Timoshev, que debía dar una conferencia allí, no llegó. Mientras tanto, Philip esconde a Timoshev en el maletero de su coche en su garaje, atado y amordazado y lo amenaza con matarlo si hace algún ruido. Luego, Philip sale del garaje y entra a su casa, donde Elizabeth y sus dos hijos, Paige (Holly Taylor) y Henry (Keidrich Sellati), se preparan para ir a la escuela. En un flashback, una joven Elizabeth practica movimientos de lucha con su entrenador. En  eso llega Timoshev, en ese momento un alto oficial soviético y decide practicar con Elizabeth. Timoshev se vuelve agresivo y finalmente la viola. En la actualidad, Philip, disfrazado, se encuentra con Martha Hanson (Alison Wright), una mujer que trabaja en la oficina del agente Bartholomew. Philip la investiga en busca de información sobre Timoshev, a lo que ella le revela que el FBI tiene la descripción del automóvil y el número de placa utilizados para el secuestro y que fue llevado a cabo por dos hombres y una mujer. Más tarde, Philip le cuenta a Elizabeth todo lo que el FBI tiene sobre ellos.
Los Jennings se percatan de la llegada de nuevos vecinos; en familia se presentan ante ellos, resultando ser Stan y su familia, con Stan revelando su trabajo en contrainteligencia. Más tarde, debatiendo si Stan se mudó a la casa de al lado es una coincidencia o no, Elizabeth le dice a Philip que tienen que deshacerse de Timoshev lo antes posible. Philip no está de acuerdo y durante su discusión sugiere que deserten a Estados Unidos y entreguen a Timoshev al FBI. Elizabeth rechaza inmediatamente esta idea. En otro flashback ubicado en 1962, Philip y Elizabeth son presentados por primera vez y reciben órdenes. En la actualidad, Philip, mientras hace jogging, llama al hospital donde dejaron a Rob, enterándose de que murió. Más tarde, Stan le pide a Philip que le preste cables de puente. Philip lo lleva a su garaje y Stan se da cuenta de que el auto de los Jennings es del mismo tipo que se usó en el secuestro, aunque con placas de Virginia.
En la noche, Philip saca a Timoshev del maletero del coche para llevarlo con Stan. Elizabeth ataca a Timoshev e intenta matarlo a pesar de que él se disculpa por lastimarla. Philip le pregunta cómo la lastimó y cuando ninguno de los dos responde, le rompe el cuello a Timoshev. Philip y Elizabeth vierten ácido sobre el cuerpo y lo arrojan a una piscina de aguas residuales en una fábrica abandonada. Luego tienen relaciones sexuales en su coche. Philip (disfrazado) visita a un hombre que se acercó indebidamente a su hija antes en una zapatería y casi lo mata con una parrilla, dejándolo con una advertencia. Al día siguiente, Elizabeth va a ver al general Viktor Zhukov (Olek Krupa), quien le pregunta sobre la misión fallida. Cuando Zhukov pide una actualización sobre la lealtad de Philip, basándose en los informes anteriores de Elizabeth, ella los desecha, encubriendo a Philip y asumiendo la responsabilidad por el fracaso de la misión. En un flashback final a agosto de 1965, Philip y Elizabeth acaban de mudarse a Estados Unidos. Philip intenta acercarse a ella, pero ella lo rechaza. En la escena final, Stan irrumpe en el garaje de los Jennings y revisa su baúl. Al no encontrar nada, se marcha. Philip se esconde cerca con un arma de fuego con silenciador en la mano.

## Producción
El rodaje de la primera temporada comenzó en noviembre de 2012 en el área de la ciudad de Nueva York. La producción utilizó tomas de locaciones para simular un escenario dramático de Washington, D.C. La filmación inicial se retrasó debido a las inundaciones causadas por el huracán Sandy.

### Concepción
The Americans fue creado por Joe Weisberg, quien antes de trabajar en televisión, fue agente de la CIA. A pesar de su entorno de espionaje, Weisberg buscó contar la historia de un matrimonio. "The Americans son, en esencia, una historia de matrimonio. Las relaciones internacionales son sólo una alegoría de las relaciones humanas. A veces, cuando estás luchando en tu matrimonio o con tu hijo, se siente como si fuera vida o muerte. Para Philip y Elizabeth, a menudo lo es".El productor ejecutivo Joel Fields describió la serie como que trabaja en diferentes niveles de la realidad: el mundo ficticio del matrimonio entre Philip y Elizabeth, y el mundo real que involucra las experiencias de los personajes durante la Guerra Fría.
Trabajar en la CIA, que Weisberg describió más tarde como un error, ha ayudado a desarrollar varias tramas de la serie,basando algunas líneas argumentales en historias de la vida real, e integrando varias cosas que aprendió en su formación, como puntos muertos y protocolos de comunicación. Weisberg estaba fascinado por las historias que había escuchado de agentes que sirvieron en el extranjero como espías, mientras criaban a sus familias. Estaba interesado en llevar ese concepto a la televisión, con la idea de una familia de espías, en lugar de una sola persona.
Weisberg fue parcialmente influenciado por los eventos del Programa Ilegales para escribir un guion piloto para la serie. El material de investigación de Weisberg incluía notas sobre la Guerra Fría de la KGB dejadas por Vasili Mitrokhin y conversaciones con algunos de sus antiguos colegas en la CIA.  Dijo que, a diferencia de las circunstancias que involucraron la red de espías rusa de 2010, había optado por ubicar la historia a principios de la década de 1980 porque "un [escenario] moderno no parecía una buena idea", y agregó: "La gente estaba sorprendida" y al mismo tiempo nos encogimos de hombros ante el escándalo [de 2010] porque parecía que ya no éramos realmente enemigos de Rusia. Una forma obvia de remediar eso para la televisión era regresar a la Guerra Fría. Yo solo porque amaba el cabello y la música, pero ¿puedes pensar en un momento mejor que los años 80 con Ronald Reagan gritando sobre el imperio del mal?. 

### Desarrollo
Después de leer la novela de Weisberg, An Ordinary Spy, el productor ejecutivo Graham Yost descubrió que Weisberg también había escrito un piloto para una posible serie de espías. Yost leyó el piloto y descubrió que era "molestamente bueno", lo que llevó al inicio de mociones para desarrollar el programa.  El rodaje del piloto comenzó en mayo de 2012 y duró hasta mediados de junio. El rodaje de la primera temporada comenzó en noviembre de 2012 en el área de la ciudad de Nueva York. La producción utilizó tomas de locaciones para simular un escenario dramático de Washington, D.C. La filmación inicial se retrasó debido a las inundaciones causadas por el huracán Sandy.

### Casting
Russell, quien alcanzó el reconocimiento como protagonista de la exitosa serie Felicity, habló sobre su decisión de trabajar en otra serie de televisión: "Pensé que el guión piloto era muy interesante. Estaba muy lejos de ser un procedimiento. Y [originalmente] no sabía que quería hacerlo". Siempre digo que no a todo. Nunca quiero hacer nada. [Risas.] Pero no podía dejar de pensar en ello... y seguí tratando de resolverlo, porque no está muy claro. Todavía no lo tengo claro, pero hay muchos niveles diferentes".
Rhys habló sobre lo que lo atrajo del papel de Philip: "Es una especie de regalo, porque tiene muchas capas y es multifacético. Y cuando lo conoces, se encuentra en este gran punto de inflexión en su vida donde todo es diferente para él. Puedes hacer todo. Puedes hacer el kung fu, y puedes hacer las escenas emocionales, puedes hacer los disfraces. Es el paquete completo para un actor".
Emmerich dudaba en aceptar un papel en la serie. Explicó: "La verdad es que desde el principio pensé: "No quiero hacer un programa de televisión en el que porte un arma o una placa. Ya terminé con las armas y las placas. Simplemente ya no quiero hacer eso". Cuando lo leí por primera vez pensé: "Sí, es realmente interesante y realmente bueno, pero no quiero ser un tipo del FBI". Su amigo, Gavin O'Connor, quien dirigió el episodio, lo convenció para que examinara más de cerca el papel. Emmerich afirmó que respondía al aspecto del matrimonio y la familia "Fue realmente interesante, y realmente inteligente e inusual. y se destacó del resto".

## Recepción

### Audiencia
En su emisión original en Estados Unidos, "Pilot" fue vista por aproximadamente 3,22 millones de espectadores domésticos y obtuvo una cuota de audiencia de 1,2 entre adultos de 18 a 49 años, según Nielsen Media Research.

### Reseñas de la crítica
El episodio recibió críticas muy positivas de los críticos. En el sitio web del agregador de reseñas Metacritic, "Pilot" obtuvo una puntuación de 77 sobre 100 según 35 reseñas.  Muchos críticos elogiaron la trama y la actuación de los protagonistas. Rob Brunner de Entertainment Weekly lo describió como "un absorbente thriller de espías" mientras que David Hinkley del New York Daily News elogió el ritmo y señaló que "Es una premisa que requiere tanto juego de pies dramático e inteligente como cabría esperar, y el creador Joe Weisberg, un ex agente de la CIA, asume el desafío".  Verne Gay de Newsday lo llamó "un recién llegado inteligente con un par de pistas que convierten a The Americans en un probable ganador" y le otorgó una calificación de A-. 
Gail Pennington, crítica de televisión del St. Louis Post-Dispatch, otorgó a The Americans una calificación de tres sobre cuatro estrellas. En su reseña del episodio debut, Pennington declaró: "The Americans no es sólo un drama de acción trepidante; al presentar héroes que también son villanos, también enfrenta a los espectadores con el dilema moral más profundo de la televisión desde Los Soprano".  Glenn Garvin de The Miami Herald dijo sobre los personajes principales: "Si los rusos hubieran tenido agentes tan convincentes, la Guerra Fría podría haber resultado diferente". 
Algunos críticos criticaron la serie. Hank Stuever de The Washington Post observó que "The Americans luchan por descifrar un código determinado; el concepto es tentador, pero el seguimiento carece del impulso que hace que los espectadores se comprometan". Lo describió, sin embargo, como "otro drama televisivo provocativo y bien hecho" y sugirió que "podría beneficiarse de tener los límites finitos de ser una miniserie en lugar de lanzarse al ambicioso ámbito de una serie en curso".